# Академія WSB
Академія ВСБ (до 15 квітня 2018 р. Університет бізнесу в Домброві-Гурничі) — академічний університет в Домброві-Гурничі в Польщі, заснований у 1995, який спеціалізується на економічних, соціальних, гуманітарних, технічних і медичних науках.
Університет проводить навчання в 10 місцях (у головному корпусі в Домброві-Гурнічі, а також на факультетах у Варшаві, Кракові, Цешині, Живці, Олькуші та Явожно, а також у центрах у Катовіце, Глівіце та Тихах) за 23 навчальними програмами 1-го та 2- го ступенів, уніфікованих магістерських досліджень, дуального навчання, виконавчого Навчання MBA та магістр ділового адміністрування MBA (партнер курсу: EY Academy of Business), аспірантура (понад 100 курсів аспірантури), проводить докторантуру, докторантуру та докторські семінари.
Академія ВСБ має право присуджувати ступінь габілітованого доктора з дисципліни управління та науки про якість, а також право присуджувати ступінь доктора з трьох дисциплін: управління та науки про якість, педагогіка та науки про безпеку.
Академія WSB має дві міжнародні акредитації: CEEMAN IQA — у сфері управлінської освіти, нагороджена Міжнародною асоціацією розвитку менеджменту в динамічних суспільствах CEEMAN та акредитація EUR-ACE label для 1-го ступеня навчання з інформатики, присудженого Комітетом з акредитації технологічних університетів (KAUT).

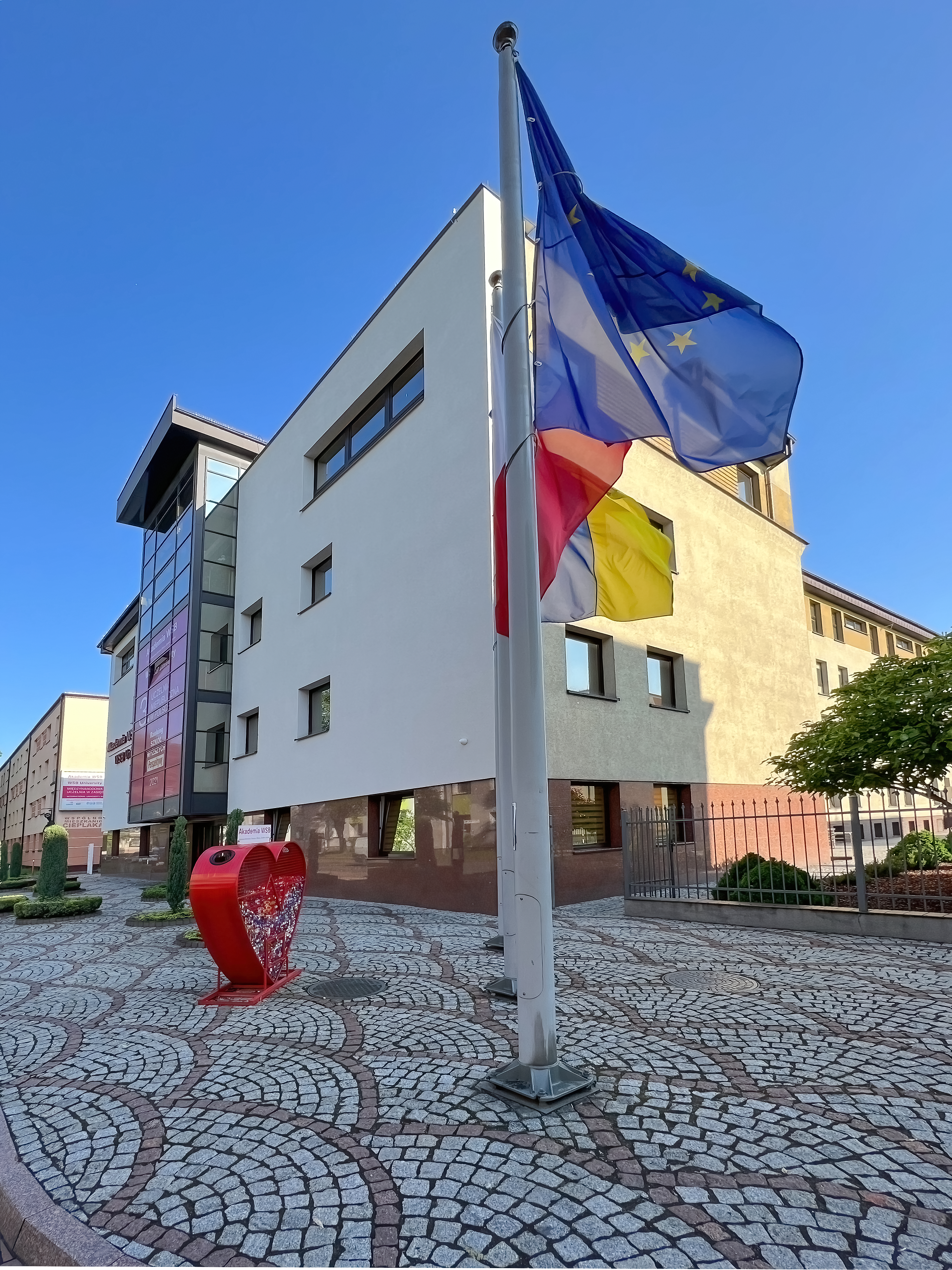
Головний корпус Академіі ВСБ

## Виноски
1. 1 2  GRID Release 2017-05-22 — 2017-05-22 — 2017. — doi:10.6084/M9.FIGSHARE.5032286
2. ↑  https://ekonomiczne.uczelnie.studentnews.pl/
3. 1 2  https://wsb.edu.pl/uczelnia/aktualnosci/4-uprawnienia-do-nadawania-stopnia-doktora-habilitowanego-i-doktora.html
4. ↑  https://wsb.edu.pl/nauka-i-badania/projekty-naukowe/projekty-miedzynarodowe
5. 1 2  https://polon.nauka.gov.pl/opi/aa/instytucja/pokaz?execution=e2s5
6. 1 2  https://miesiecznik.forumakademickie.pl/czasopisma/fa-7-8-2022/akademia-wsb-252%E2%80%A9/
7. ↑  https://wsb.edu.pl/en/university/rectors-welcome
8. ↑  WSB University
9. ↑  Програма Еразмус — 1987.
10. ↑  https://web.archive.org/web/20231109092552/https://coara.eu/coalition/membership/
11. 1 2 3 4  https://polon.nauka.gov.pl/opi/aa/instytucja/pokaz?execution=e2s6
12. 1 2 3 4  https://wsb.edu.pl/olkusz/student/aktualnosci/27-lat-akademii-wsb.html
13. ↑  https://www.nowiny.gliwice.pl/studiuj-jak-lubisz-w-akademii-wsb-od-teraz-takze-w-gliwicach
14. 1 2  Nauka i Biznes — Wydawnictwo Naukowe Akademii WSB, 1997. — ISSN 1505-0653
15. ↑  https://www.tychy.pl/2023/08/29/studiuj-jak-lubisz-w-akademii-wsb-od-teraz-takze-w-tychach/
16. ↑  https://www.tiktok.com/@akademia_wsb/video/7513850227640519958
17. ↑  https://www.youtube.com/watch?v=6zAyLfEHaUQ
18. ↑  https://www.facebook.com/awsb.dg/videos/3964815373831656/
19. 1 2 3 4  https://universidades.estudiareneuropa.eu/s/3544/74935-version-espanola/90-Akademia-WSB.htm?pa=100&m=34
20. 1 2 3  https://www.ru.studies-in-europe.eu/s/3560/74961-Universitety/90-WSB-University.htm
21. ↑  O uczelni {{citation}}: Зовнішнє посилання в |title= (довідка)
22. ↑  Uczelnia – Historia – Wyższa Szkoła Biznesu. Архів оригіналу за 25 червня 2018. Процитовано 7 березня 2023. [Архівовано 2012-01-01 у Wayback Machine.].
23. ↑  , Redakcja, "Akademia WSB także w Będzinie. Studia zacznie ponad 1000 studentów FOTO"
24. ↑  Baza dydaktyczna - Akademia WSB. wsb.edu.pl (пол.). Процитовано 1 серпня 2025.
25. ↑  Akademia WSB - Baza Usług Rozwojowych - PARP (пол.)
26. ↑  Doktorat – Studia | Akademia WSB — studia wyższe, studia podyplomowe WSB (пол.), архів оригіналу за 16 квітня 2021, процитовано 7 березня 2023 [Архівовано 2021-04-16 у Wayback Machine.]
27. ↑  CEEMAN IQA Accredited Institutions
28. ↑  Aktualne akredytacje (пол.), процитовано 7 березня 2023